# Yūki Ōhashi
Yūki Ōhashi (jap. 大橋 祐紀, Ōhashi Yūki; * 27. Juli 1996 in Matsudo, Präfektur Chiba) ist ein japanischer Fußballspieler. 

## Karriere
Yūki Ōhashi erlernte das Fußballspielen in den Jugendmannschaften von Tokiwadaira SC, Kashiwa Eagles, JEF United Chiba, der Schulmannschaft der Yachiyo High School sowie in der Universitätsmannschaft der Chūō-Universität. Von der Universität wurde er von Juni 2018 bis Januar 2019 an Shonan Bellmare ausgeliehen. Nach Ende der Ausleihe wurde er von Shonan fest verpflichtet. Der Verein aus der Hafenstadt Hiratsuka in der Präfektur Kanagawa spielte in der höchsten Liga des Landes, der J1 League. 2018 gewann er mit dem Verein den J.League Cup. Im Finale besiegte man die Yokohama F.Marinos mit 1:0. Nach insgesamt 89 Ligaspielen, in denen er zwanzig Tore erzielte, wechselte er im Januar 2024 zum Ligakonkurrenten Sanfrecce Hiroshima. Für den Verein aus Hiroshima bestritt er 22 Ligaspiele. Hierbei erzielte er zehn Treffer. Ende Juli 2024 ging er nach Europa. Hier unterschrieb er in England einen Vertrag beim Zweitligisten Blackburn Rovers.

## Erfolge
Shonan Bellmare
- Japanischer Ligapokalsieger: 2018